# Mieczysław Wilczek
Mieczysław Wilczek (* 25. Januar 1932 in Sandomierz; † 30. April 2014 in Warschau) war ein polnischer Unternehmer, Chemiker, Jurist und Politiker der Polnischen Vereinigten Arbeiterpartei PZPR, der mehrere Patente im Bereich der Chemie innehatte sowie Industrieminister der Volksrepublik Polen von 1988 bis 1989 war.

## Leben

### Zweiter Weltkrieg, Studium und Wirtschaftsmanager
Wilczek, der seine Jugend in Bielsko-Biała verbrachte, konnte aufgrund des mangelnden Zugangs während des Zweiten Weltkrieges zwischen 1939 und 1945 keine Regelschule besuchen und arbeitete zuletzt als Knecht und Viehhüter auf einem von Deutschen betriebenen Bauernhof. Nach Kriegsende besuchte er 1945 ein Jahr lang eine Grundschule und im Anschluss ein Gymnasium sowie eine Fachschule für Chemie. Danach absolvierte er ein Studium der Chemie an der Schlesischen Technischen Universität in Gliwice und ein Studium der Wirtschaftswissenschaften an der dortigen Wirtschaftshochschule.
Bereits während des Chemiestudiums war Wilczek trotz fehlenden Abschlusses als Forschungsassistent tätig und befasste sich auf dem Gebiet der organischen Chemie insbesondere mit Kunststoffen, Düngern und Waschmitteln. 1952 wurde er Mitglied der Polnischen Vereinigten Arbeiterpartei PZPR (Polska Zjednoczona Partia Robotnicza). Nach Abschluss des Chemie-Studiums wurde er 1956 Direktor der Kosmetik-Fabrik Viola in Gliwice, ehe er 1958 im Rahmen eines halbjährlichen Stipendiums einen Forschungsaufenthalt in Großbritannien unternahm. Nach seiner Rückkehr wurde er 1959 Technischer Direktor des Vereinigung der Industriebetriebe für Kosmetik- und Waschmittel Pollena in Warschau. Während dieser Zeit absolvierte er auch ein Studium Rechtswissenschaften an der Jagiellonen-Universität zu Krakau und der Universität Warschau, wo seine Graduierung im Fach Völkerrecht erfolgte.
Während seiner Tätigkeit als Direktor des Verbandes der Chemischen Industrie von 1965 bis 1969 erwarb er sich den Ruf als fähiger Organisator und Rationalisator der chemischen Industrie Polens. Er begründete ferner bei Reisen nach Westeuropa auch Kontakte mit ausländischen Unternehmen wie Royal Dutch Shell. Durch den Beginn der Produktion des Waschmittels Ixi 65 im Jahr 1965 trug er zur Entwicklung der Marke Pollena bei. Des Weiteren beteiligte er sich an der Arbeit von internationalen Organisationen und Konferenzen.

### Chemische Patente und Erfolge in der Privatwirtschaft
1969 schied er als Direktor des Verbandes der Chemischen Industrie aus und erwarb einen Bauernhof in Ołdakowizna, wo er eine Perlhuhnfarm betrieb. Daneben gründete er aber auch ein Laboratorium für Biochemie, in dem auf Fettbasis Cremes mit Eigelb hergestellt wurden. In den 1970er Jahren verkaufte er mit Gewinn Patente auf dem Gebiet der Chemie, wie zum Beispiel mit einer 1973 in Stanisławów gegründeten Fabrik, in der aus Abfallkonzentraten Futtermittel hergestellt wurden. In der Folgezeit gründete er mehrere Fleischverarbeitungsbetriebe und wurde dadurch zu einem der reichsten Männer in Polen.
Neben seinen eigenen Unternehmen fungierte er in den 1980er Jahren zugleich als Vizepräsident des polnisch-japanischen Unternehmens PolNippon sowie des Pelzunternehmens Lavil in Stanisławów. Daneben unterhielt er Handelsbeziehungen zu Betrieben in der Sowjetunion.

### Industrieminister und Unternehmer
Am 27. September 1988 wurde Wilczek, der seit 1985 Berater verschiedener Ausschüsse des Sejm war, von Ministerpräsident Mieczysław Rakowski zum Industrieminister (Minister przemysłu) in dessen Kabinett berufen. Dieses Ministeramt bekleidete er bis zum Ende der Amtszeit Rakowskis und seiner Ablösung durch Tadeusz Syryjczyk am 12. September 1989.
Als Minister für die Industrie wurde er zum Sprecher für eine gründliche Reform der polnischen Wirtschaft und schlug dafür die Schließung vieler Staatsunternehmen vor, die er als vom wirtschaftlichen Standpunkt heraus für unprofitabel hielt. Dadurch bereitete er gesetzliche Änderungen zur Einführung einer Marktwirtschaft vor. Im Jahr 1988 legte er einen nach ihm benannten Gesetzentwurf (Ustawa Wilczka) im Sejm für eine liberale Marktwirtschaft vor, der die Gründung von kleinen Unternehmen in den letzten Monaten der Polnischen Volksrepublik in die Wege leitete.
Bei den Gesprächen am Runden Tisch, die in der Übergangsphase vom kommunistischen Regime zur demokratischen Republik zwischen dem 6. Februar und dem 5. April 1989 in Warschau stattfanden, nahm er als Vertreter der Regierung für die Bereiche Wirtschaft und Sozialpolitik teil.
Bei den Parlamentswahlen am 4. und 18. Juni 1989 bewarb er sich für die Woiwodschaft Siedlce um ein Mandat im Senat der Republik Polen, unterlag jedoch Gabriel Janowski.
Nach seinem Ausscheiden aus der Regierung zog sich Wilczek aus dem politischen Leben zurück und war wieder als Unternehmer in der Privatwirtschaft tätig. Zuletzt war er Mitinhaber der Unternehmensgruppe Farmeat, deren Hauptaktionär die italienische Finanzierungsgesellschaft Fortrade Financing war. Daneben war er Vorstandsmitglied der Baugesellschaft Mostostal Warszawa (MSW).
Für seine unternehmerischen Verdienste wurde ihm 1990 der nach Stefan Kisielewski benannte Kisiel-Preis (Nagroda Kisiela) verliehen. 2008 wurde Wilczek, der mehrmals auf der Liste der 100 reichsten Polen aufgeführt wurde, vom Adam-Smith-Zentrum, einer 1989 in Warschau gegründeten Denkfabrik zur Förderung des freien Marktes, für seine unternehmerischen Leistungen geehrt.